# فاینانسیه (کیک)
کیک فاینانسیه، یک کیک بادام فرانسوی است که معمولاً در قالب کوچک پخته می‌شود و قالب‌ها هم عمدتاً مستطیلی شکل هستند.

## تاریخچه
منشأ فاینانسیه منطقۀ لورن فرانسه است. این کیک در ابتدا توسط راهبه‌های فرقه عیادت از مریم مقدس در قرن هفدهم درست شدند و در قرن نوزدهم رایج شدند.
گفته می‌شود که نام فاینانسیه از قالب مستطیلی سنتی گرفته شده است، که زمانی که سوئیسی‌ها این کیک را به این شکل پختند، این کیک شبیه یک شمش طلا است.
طبق روایت دیگری، این کیک در منطقۀ مالی پاریس که در اطراف بورس پاریس قرار دارد، محبوب شد، زیرا کیک به راحتی می‌توانست برای مدت طولانی در جیب نگهداری شود بدون اینکه آسیبی ببیند.